# VPRO
L'Omroepvereniging VPRO és una organització pública de ràdio i televisió dels Països Baixos, que forma part de la Nederlandse Publieke Omroep. Es caracteritza per mostrar una programació basada en programes culturals, cinema i altres espais de caràcter intel·lectual.
Encara que la seva denominació actual respon només a les sigles VPRO, deu el seu nom a l'acrònim Vrijzinnig Protestantse Radio Omroep ("Companyia de Ràdio Liberal Protestant"). Actualment la cadena no té cap afiliació política, i presenta una tendència liberal.

## Història
El 29 de maig de 1926 va néixer la Vrijzinnig Protestantse Radio Omroep, un grup de ràdio pròxim a les tesis de la teologia liberal. En els seus primers anys, i a igual que altres grups de radiodifusió, el canal va tenir problemes per no comptar amb espai suficient per a les seves emissions. Però en 1930 VPRO passa a formar part de la ràdio pública holandesa com una de les seves primeres cinc organitzacions (juntament amb AVRO, KRO, NCRV i VARA).

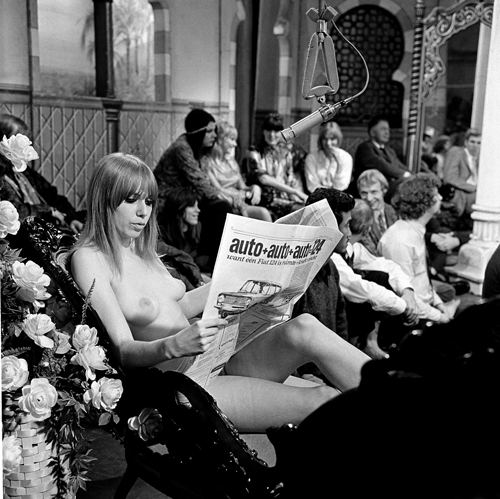
Phil Bloom nua a VPRO

Des dels anys 1930 fins a la dècada de 1960, la programació de VPRO en ràdio i televisió consistia en programes religiosos (de caràcter protestant) i espais culturals. Però amb el naixement de TROS i el canvi de tendència dels operadors a una programació menys polititzada, VPRO va passar a ser només liberal. Es converteix així en un emissor completament cultural, amb una programació innovadora i alternativa a la resta de cadenes de la radiotelevisió pública, com el primer nu femení en la televisió holandesa en 1967 per part de Phil Bloom, o la primera oportunitat a Europa a grups com Dire Straits o Nirvana.
El grup manté col·laboració amb altres radiodifusores europees com la BBC, la WDR alemanya i el canal Arte.

## Programació
La programació de VPRO està enfocada a un públic jove i adult. Inclou documentals, reportatges, i pel·lícules que abasten tot tipus de temes i gèneres, així com música alternativa. A més ha estat l'encarregada d'emetre per als Països Baixos sèries com Dexter.
VPRO té presència als tres principals canals de televisió de NPO (Nederland 1, Nederland 2 i Nederland 3) i totes les cadenes de ràdio excepte Radio 2. Per a totes elles realitza i distribueix programes culturals, que poden ser producció pròpia, conjunta amb un altre grup, o programes internacionals que VPRO s'encarrega de subtitular al neerlandès. Històricament, la sintonia d'obertura de la seva programació ha estat la cançó Here is the news, d'Electric Light Orchestra.